# Saleilles
Saleilles là một xã trong tỉnh Pyrénées-Orientales, vùng Occitanie phía nam nước Pháp. Xã Saleilles nằm ở khu vực có độ cao trung bình 17 mét trên mực nước biển.